# Буллю
Бу́ллю (латыш. Buļļu sala), или Даугавгри́вас (латыш. Daugavgrīvas sala) — крупнейший остров на территории города Риги и Латвии. Назван по существовавшему здесь старинному рыбацкому поселению Булли.
Расположен между южной оконечностью Рижского залива и реками Даугава, Лиелупе и Булльупе. Длина острова 8,5 км, ширина от одного до двух километров, площадь около 13 км². Высота над уровнем моря 2—4 м, наивысшая точка — 14 м. В центральной части острова, со стороны Булльупе, находится небольшой залив Зиемельупе, который является старицей реки Лиелупе, до конца XVII — начала XVIII впадавшей в этом месте в Рижский залив.
До 1755 года нынешний остров являлся частью длинной косы, тянувшейся с юго-запада, но оказался отрезанным от суши в результате прорыва Лиелупе в Рижский залив. До настоящего времени береговая линия острова продолжает размываться; по некоторым прогнозам, в отдалённом будущем может полностью исчезнуть. Северо-западный берег активно размывает море, за период с 1943 по 1976 годы береговая линия отступила на 230—350 м. В марте 2010 года, в результате подрыва льда для облегчения ледохода, река Лиелупе размыла около 30 метров западной береговой линии острова.
Крупнейшее наводнение и затопление острова в последний раз случилось в январе 2005 года.
В настоящее время западную часть острова занимают коттеджные посёлки Вакарбулли и Ритабулли с одноимёнными пляжами, восточную — жилой район Даугавгрива и Северный порт (латыш. Ziemeļosta). Возле устья Даугавы находится Даугавгривский маяк.
Также на острове располагаются городские Даугавгривские водоочистные сооружения.

## Достопримечательности
- Даугавгривская крепость
- Даугавгривский маяк